# Concert italià (Bach)
| Concert italià 1.---       |
|                            |
|                            |
|                            |
| 2. Andante                 |
|                            |
|                            |
|                            |
| 3. Presto                  |
|                            |
| Martha Goldstein (clavecí) |
|                            |

El Concert italià, BWV 971, va aparèixer amb el següent títol original: Concerto nach Italienischem Gusto (Concert al gust italià). Va ser publicat l'any 1735 com la primera part del Clavier-Übung II, juntament amb l'Obertura a l'estil francès que ocupà la segona part. És un concert de tres moviments per clavecí sol. És una obra molt popular entre les obres per a teclat de Bach, i ha estat àmpliament enregistrada tant al clavecí com al piano.

## Estructura i anàlisi
Consta del següents tres moviments:
1. (Sense indicació de tempo)
2. Andante
3. Presto

El primer i tercer moviments, en fa major, són molt vius, basat en l'ús del ritornello, emmarquen el moviment lent central, un arioso florit en re menor, la tonalitat relativa.
Aquests concerts es basen en les funcions de contrast entre els diferents grups d'instruments, i Bach imita aquest efecte mitjançant la creació de contrastos d'intensitats, forts i fluixos, que requereixen els dos teclats d'un clavecí. De fet, juntament amb l'Obertura a la francesa i algunes de les Variacions Goldberg, aquesta és una de les poques obres de Bach que requereix expressament un clavecí de dos teclats.
Bach també transcrigué altres concerts de Vivaldi i d'altres, i ho feu per a clave sol (BWV 972-987), i per a orgue (BWV 592-596).